# Parisette (pel·lícula de 1921)
Parisette és una pel·lícula muda francesa dirigida per Louis Feuillade i estrenada el 10 de desembre de 1921. Es conserva una còpia al Museu d'Art Modern de Nova York.

## Estructura
La pel·lícula esfà formada per dotze episodis :
1. Manoela
2. Le secret de Madame Stephan
3. L'affaire de Neuilly
4. L'enquête
5. La piste
6. Grand-Père
7. Le faux révérend
8. Family house
9. L'impasse
10. Le triomphe de Cogolin
11. La fortune de Joaquim
12. Le secret des Costabella

## Repartiment
- Sandra Milowanoff : Parisette
- Georges Biscot : Cogolin
- Fernand Herrmann : rl banquer Stephan
- Édouard Mathé : Pedro Alvarez
- René Clair : Jean Vernier
- Henri-Amédée Charpentier : El pare Lapusse
- Jeanne Rollette : Mélanie Parent
- Jane Grey : Madame Stephan
- Pierre de Canolle : Joseph
- Bernard Derigal : Marquès de Costabella
- Arnaud : Candido
- Bouboule
- Charles Casella
- Jules de Spoly
- Robert Florey
- Lise Jaux
- Gaston Michel
- Laurent Morléas
- Mademoiselle Kithnou